# فینزل (مریلند)
فینزل (به انگلیسی: Finzel) شهری در ایالت مریلند کشور ایالات متحده آمریکا است که جمعیت آن در سرشماری سال ۲۰۱۰ میلادی، ۵۴۷ نفر بوده‌است.